# 格里齊基夫
49°0′39″N 26°34′18″E / 49.01083°N 26.57167°E
赫里茨基夫（烏克蘭語：Грицьків）是位於烏克蘭西部的村莊，由赫梅利尼茨基州裡赫梅利尼茨基區的霍羅多克市鎮負責管轄。該村面積14平方公里，海拔高度258米，2001年人口259，人口密度每平方公里18.5人。